# Messalianie
Messalianie, inaczej euchici, obydwa słowa (pierwsze syryjskie, drugie greckie) mają to samo znaczenie: „ludzie modlitwy”. Wyznawcy radykalnego mistycyzmu, wyrażający protest przeciw istniejącemu porządkowi społecznemu i hierarchicznemu Kościołowi. Na ich potrzeby została stworzona doktryna chrześcijańska zwana messalianizmem. Według niej „chrześcijanie powinni gardzić pracą i sakramentami, ponieważ są to środki nieskuteczne dla osiągnięcia doświadczenia łaski, a widzenie Boga można osiągnąć tylko przez ascezę”. Doktryna ta powstała w IV wieku na terenie Palestyny i Syrii. Kościół katolicki miał negatywny stosunek do messalian. Potępiał ich na synodach i przez sobór w Efezie (431 r.), a w konsekwencji doprowadził do ich wytępienia. Choć jeszcze w VI wieku spotykano messalian na terenach objętych działaniem kościoła nestoriańskiego.